# Membres del Saló de la Fama de XRCO
Aquesta és la llista de membres del Saló de la Fama de XRCO enumera algunes de les obres i treballadors més notables de la indústria del sexe. La llista és gestionada per l'X-Rated Critics Organization i presentada anualment durant els Premis XRCO. Els primers premis XRCO es van presentar a Hollywood el 14 de febrer de 1985. Els participants han d'haver estat membres de la indústria durant almenys deu anys.
Els membres s'enumeren per l'ordre en què van ser incorporats, amb l'any en què van ser incorporats, si es coneix:

## Actors
- 1985: John C. Holmes[3]
- 1985: Harry Reems[3]
- 1985: Jamie Gillis[3]
- 1985: Eric Edwards[3]
- 1985: John Leslie[3]
- 1986: Paul Thomas[4]
- 1988: Herschel Savage[5]
- 1989: Jon Martin[6][7]
- 1990: Joey Silvera[8][9][10]
- 1990: Randy West[8][9][10]
- 1991: Ron Jeremy[11]
- 1992: Mike Horner[12]
- 1993: Tom Byron[13]
- 1993: Marc Wallice[13]
- 1995: Peter North[14]
- 1996: Buck Adams[15]
- 1997: Don Fernando[16][17][18]
- 1999: Steve Drake[19][20]
- 2000: Sean Michaels[21][22][23][24]
- 2000: T.T. Boy[21][22][23][24]
- 2001: Rocco Siffredi[25]
- 2001: Jake Steed[25]
- 2002: Billy Dee[26]
- 2003: Randy Spears[27][28]
- 2006: Mark Davis[29]
- 2006: Jon Dough[29]
- 2006: Blake Palmer[29]
- 2007: Mr. Marcus[30][31][32][33]
- 2007: Steven St. Croix[30][31][32][33]
- 2008: Christoph Clark[34]
- 2009: Lexington Steele[35]
- 2010: Evan Stone[36][37]
- 2010: Erik Everhard[36][37]
- 2011: Manuel Ferrara[38][39]
- 2011: Dave Cummings[38][39]
- 2012: Vince Vouyer[40]
- 2014: Mark Wood[41]
- 2014: Tony Montana[41]

## Actrius
- 1985: Georgina Spelvin[3]
- 1985: Tina Russell[3]
- 1985: Rene Bond[3]
- 1985: Marilyn Chambers[3]
- 1985: Sharon Thorpe[3]
- 1986: Annette Haven[4]
- 1987: Leslie Bovee[42]
- 1988: Sharon Mitchell[5]
- 1988: Colleen Brennan[5]
- 1989: Sharon Kane[6][7]
- 1989: Gloria Leonard[6][7]
- 1990: Kay Parker[8][9][10]
- 1990: Suzanne McBain[8][9][10]
- 1991: Seka[11]
- 1991: Veronica Hart[11]
- 1991: Erica Boyer[11]
- 1992: Vanessa del Rio[12]
- 1993: Desireé Cousteau[13]
- 1993: Lisa De Leeuw[13]
- 1994: Hyapatia Lee[43]
- 1994: Debi Diamond[43]
- 1995: Shanna McCullough[14]
- 1995: Ginger Lynn[14]
- 1995: Christy Canyon[14]
- 1996: Amber Lynn[15]
- 1996: Nina Hartley[15]
- 1997: Desiree West[16][17][18]
- 1997: Jeanna Fine[16][17][18]
- 1998: Bionca[44]
- 1998: Careena Collins[44]
- 1999: Kelly Nichols[19][20]
- 1999: Annie Sprinkle[20]
- 1999: Barbara Dare[19][20]
- 1999: Jessie St. James[19][20]
- 1999: Shauna Grant[19][20]
- 1999: Linda Wong[19][20]
- 2000: Tori Welles[21][22][23][24]
- 2000: Tracey Adams[45]
- 2001: Porsche Lynn[25]
- 2002: Teri Weigel[26]
- 2003: Ashlyn Gere[27][28]
- 2003: Tiffany Mynx[27][28]
- 2004: Selena Steele[46][47][48]
- 2005: Jenna Jameson[49][50]
- 2006: Keisha[29]
- 2006: Kylie Ireland[29]
- 2007: Francesca Lé[30][31][32][33]
- 2007: Janine[30][31][32][33]
- 2007: Serenity[30][31][32][33]
- 2008: Chloe[34]
- 2008: Nikki Dial[34][51][52]
- 2008: Shayla LaVeaux[34][51]
- 2008: Jeannie Pepper[4]
- 2008: Stephanie Swift[34]
- 2009: Jewel De'Nyle[35]
- 2009: Angel Kelly[35]
- 2009: Leena La Bianca[35]
- 2009: Missy[35]
- 2009: Joanna Storm[35]
- 2009: Stacy Valentine[35]
- 2010: Sunset Thomas[36][37]
- 2010: Inari Vachs[36][37]
- 2010: Nikki Charm[36][37]
- 2010: Jada Fire[36][37]
- 2011: Rayveness[38][39]
- 2011: Tricia Devereaux[38][39]
- 2011: Jessica Drake[38][39]
- 2011: Lynn LeMay[38][39]
- 2011: Juli Ashton[38][39]
- 2011: Aurora Snow[38][39]
- 2012: Julia Ann[40]
- 2012: Jesse Jane[40]
- 2013: Belladonna[53]
- 2013: Lisa Ann[53][54]
- 2013: Alexandra Silk[53][54]
- 2014: Tera Patrick[41]
- 2014: Stormy Daniels[41]
- 2014: Taylor Wane[41]
- 2015: Houston[55]
- 2015: Melissa Hill[55]
- 2015: Karen Summer[55]
- 2016: Briana Banks[56]
- 2016: Hillary Scott[56]
- 2017: Raylene
- 2018: Alexis Texas
- 2019: Alana Evans
- 2019: Phoenix Marie
- 2019: Brandi Love
- 2020: Angela White
- 2020: Asa Akira
- 2020: Kaitlyn Ashley
- 2020: Tori Black
- 2021: Ashley Blue
- 2021: India Summer
- 2021: Katie Morgan
- 2021: Long Jeanne Silver
- 2021: Riley Reid
- 2021: Sunny Lane

## Directors
- 2013: Jonathan Morgan[53][54]
- 2014: Axel Braun[41]
- 2015: Stoney Curtis[55]

## Fifth Estate
Auxiliars de camp
- 1994: Reb Sawitz[43]
- 1994: Al Goldstein[43]
- 1994: William Rotsler[43]
- 1995: John Rowberry[14]
- 1996: Jim South[15]
- 1996: Larry Flynt[17]
- 1997: Jared Rutter[16][18]
- 1998: Jeremy Stone[44]
- 2003: Susie Bright[27][28]
- 2005: Bill Liebowitz[47][49]
- 2005: Jim Holliday[47][49]
- 2006: Doug Oliver[29]
- 2006: Danni Ashe[29]
- 2007: Mark Kernes[30][31][32][33]
- 2008: Paul Fishbein[34]
- 2009: Roger T. Pipe[35]
- 2012: Den (cavr.com)[40]
- 2012: Tristan Taormino[40]

## Creadors de cinema
- 1985: David F. Friedman[3]
- 1985: Gerard Damiano[3]
- 1985: Radley Metzger (Henry Paris)[3]
- 1986: Alex de Renzy[4]
- 1986: Anthony Spinelli[4]
- 1986: Howard Ziehm (Linus Gator)[4]
- 1987: Bob Chinn (director)[42]
- 1987: Harold Lime (productor)[42]
- 1988: The Mitchell Brothers[5]
- 1988: Cecil Howard[5]
- 1989: Henri Pachard[6][7]
- 1989: Robert McCallum[6][7]
- 1990: Erik Anderson[8][9]
- 1991: Chuck Vincent[11]
- 1994: F. J. Lincoln[43]
- 1994: Bobby Hollander[43]
- 1994: Bruce Seven[43]
- 1995: John Stagliano[14]
- 1996: Gregory Dark[15]
- 1997: Michael Carpenter[16][17][18]
- 1998: Candida Royalle[44]
- 1999: Ed Powers[19][20]
- 2000: Damon Christian[21][22][23][24]
- 2001: Patrick Collins[25]
- 2001: Jim Enright[25]
- 2002: Kirdy Stevens[26]
- 2003: Andrew Blake[27][28]
- 2004: Seymore Butts[46][47][48]
- 2004: James Avalon[46][47][48]
- 2006: Michael Ninn[29]
- 2007: Rinse Dream[30][31][32][33]
- 2008: Richard Mahler[34]
- 2008: Suze Randall[34]
- 2009: Brad Armstrong[35][57]
- 2009: Jules Jordan[35]
- 2012: Miles Long[40]
- 2012: Luc Wylder[40]
- 2013: Christian Mann[53][54]
- 2013: Rodney Moore[53][54]

## Pioners del cinema
- Abans de 1989: Serena[4]
- Abans de 1989: Darby Lloyd Rains[4]
- 1989: George S. McDonald[6]
- 1989: Sandi Carey[6]
- 1989: Sandy Dempsey[6]
- 1989: Ric Lutze[6]
- 1989: Jesse Adams[6]
- 1989: C. J. Laing[6]
- 1989: Cyndee Summers[6]
- 1989: Johnny Keyes[6]
- 1989: Richard Mailer[6]
- 1989: William Margold[6][7]
- 1990: Bob Vosse[8][9]
- 1994: John Seeman[43]
- 1994: David Christopher[43]
- 1994: Michael Morrison[43]
- 1997: Titus Moody[16][18]
- 1999: Roy Karch[19][20]
- 1999: Jim Malibu[19][20]
- 1999: Juliet Anderson[19][20]
- 1999: Bobby Astyr[19][20]
- 1999: George Payne[20]
- 2001: Dean Roberson[25]
- 2005: Jared Rutter[49]
- 2006: Richard Pacheco[29]
- 2007: Loni Sanders[30][31][32][33]
- 2007: Mai Lin[30][31][32][33]
- 2008: R. Bolla[34]
- 2008: Abigail Clayton[34]
- 2008: Marc Stevens[34][51]
- 2008: Lysa Thatcher[34]
- 2009: Kandi Barbour[35]
- 2010: Mike Ranger[36][37]
- 2012: Rhonda Jo Petty[40]
- 2014: Brigitte Lahaie[41]
- 2016: Constance Money[56]

## Pel·lícules (amb any d'estrena)
- 1985: Deep Throat (1972)[3]
- 1985: Behind the Green Door (1972)[3]
- 1985: The Opening of Misty Beethoven (1976)[3]
- 1986: The Private Afternoons of Pamela Mann (1974)[4]
- 1986: Story of Joanna (1975)[4]
- 1986: Honeypie (1976)[4]
- 1987: The Devil in Miss Jones (1973)[42]
- 1987: Sensations (1975)[42]
- 1988: Femmes de Sade (1976)[5]
- 1988: Naked Came the Stranger (pel·lícula de 1975) (1975)[5]
- 1989: Wet Rainbow (1974)[6][7]
- 1989: 3 A.M. (1976)[6][7]
- 1989: Desires Within Young Girls (1977)[6][7]
- 1989: Barbara Broadcast (1977)[6][7]
- 1989: The Other Side of Julie (1978)[6][7]
- 1989: Take Off (1978)[6][7]
- 1989: Candy Stripers (1978)[6][7]
- 1989: Sex World (1978)[6][7]
- 1989: Easy (1979)[6][7]
- 1990: Babylon Pink (1979)[8][9][10]
- 1990: The Ecstasy Girls (1979)[8][9][10]
- 1990: Pretty Peaches (1978)[8][9][10]
- 1990: Eruption (1977)[8][9][10]
- 1991: Baby Face (1977)[11]
- 1991: Jack & Jill (1979)[11]
- 1991: Insatiable (1980)[11]
- 1991: Talk Dirty to Me (1980)[11]
- 1992: Nightdreams (1981)[12]
- 1992: Nothing to Hide (1981)[12]
- 1992: Randy the Electric Lady (1980)[12]
- 1993: Café Flesh (1982)[13]
- 1993: Outlaw Ladies (1981)[13]
- 1993: Platinum Paradise (1981)[13]
- 1994: All American Girls (1982)[43]
- 1994: Roommates (1981)[43]
- 1994: Sexcapades (1983)[43]
- 1995: Bad Girls (1981)[14]
- 1995: Every Woman Has a Fantasy (1984)[14]
- 1995: Firestorm (1984)[14]
- 1996: New Wave Hookers (1985)[15]
- 1996: Night Hunger (1983)[15]
- 1997: Taboo (1980)[17]
- 1997: Little Girls Blue (1978)[17]
- 1997: Taboo American-Style (1985)[17]
- 1998: Dangerous Stuff (1985)[44]
- 1998: White Bun Busters (1986)[44]
- 1998: Loose Ends (1985)[44]
- 1998: Mary! Mary! (1987)[44]
- 1998: Dixie Ray Hollywood Star (1983)[44]
- 1999: Her Name was Lisa (1979)[20]
- 1999: Aerobisex Girls (1983)[20]
- 2001: Anna Obsessed (1977)[24]
- 2001: The Catwoman (1988)[24]
- 2001: Buttman's Ultimate Workout (1990)[25]
- 2001: The Chameleon (1989)[25]
- 2001: Hot Pursuit (1983)[25]
- 2002: The Big Thrill (1989)[26]
- 2002: Night Trips (1989)[26]
- 2003: The Dancers (1981)[28]
- 2003: Wild Goose Chase (1991)[28]
- 2003: Chameleons – Not The Sequel (1992)[28]
- 2004: Amanda By Night (1981)[47]
- 2004: Buttman's European Vacation (1991)[47]
- 2004: Black Throat (1985)[47]
- 2005: No films inducted.
- 2006: Face Dance Parts I, II (1993)[29]
- 2006: Justine – Nothing to Hide II (1994)[29]
- 2006: Neon Nights (1981)[29]
- 2007: Latex (1995 – Michael Ninn – VCA)[30][31][32][33]
- 2008: Reel People (1984)[34]
- 2008: Curse of the Catwoman (1992)[34]
- 2009: Dog Walker (1994)[35]
- 2010: Whispered Lies (1993)[36][37]
- 2011: No es van introduir pel·lícules.
- 2012: No es van introduir pel·lícules
- 2013: The Fashionistas (2002)[53][54]
- 2014: Slave To Love (1993)[41]

## Foragitats del porn
- 2009: Max Hardcore[35]

## Premis Paladin
"L'XRCO atorga periòdicament aquest premi d'èxit especial per reconèixer les empreses o persones que han fet més distància per a la indústria del cinema per a adults."
- 1989: Director Anthony Spinelli per Portrait of an Affair, una de les poques pel·lícules de 35 mm estrenada el 1988.[6]
- 1989: Arrow Film and Video per innovar el programa de màrqueting "venda a través" de gran èxit i àmpliament copiat.[6]
- 1990: Caballero Home Video per a l'excel·lència cinematogràfica en continuar produint pel·lícules de 35 mm de gran pressupost com ara The Nicole Stanton
- 1990: Editor de cinema Jim McReeding (Taboo American Style 1-4) per l'edició superior de pel·lícules i vídeos al llarg de la seva carrera[9][10]
- 1990: El director de vídeos hard de Hustler Jean-Pierre Ferrand per una qualitat sostinguda com a director[9][10]
- 1990: El veterà Eric Edwards per convertir-se en el primer intèrpret durant quatre dècades de la indústria (dècades 60-90[9][10]

## Premis especials
- 1995: Michael Cates (per assoliments en videografia, cinematografia i edició)[4]
- 1995: Carl Esser (in memoriam)[4]
- 2007: Anna Malle (in memoriam)[30][31][32][33]
- 2007: Christi Lake (actriu, director, puntal de la indústria)[30][31][32][33]
- 2008: H. Lewis Sirkin (per a l'excel·lència en la llibertat d'expressió i els casos i litigis de la Primera Esmena)[34]
- 2010: Phil Harvey – Adam & Eve Pictures – 1st Amendment[36][37]
- 2011: Peter van Aarle[38][39]

## Elegits pels membres de XRCO
- 2007: Asia Carrera[30][31][32][33]